# (9009) Tirso
(9009) Tirso – planetoida z pasa głównego asteroid okrążająca Słońce w ciągu 3 lat i 150 dni w średniej odległości 2,26 au. Została odkryta 23 kwietnia 1984 roku w Europejskim Obserwatorium Południowym przez Vincenzo Zappalę. Nazwa planetoidy pochodzi od Tirso, berła Dionizosa, symbolu przyjemności życia. Przed nadaniem nazwy planetoida nosiła oznaczenie tymczasowe (9009) 1984 HJ1.